# Sevilla FC Andalucía Rugby
Sevilla FC Andalucía Rugby ist ein Rugby-Union-Klub in der spanischen Stadt Sevilla. Das Franchise, das vom Rugbyverein Helvetia Rugby geleitet wird, nimmt an der Superibérica de Rugby teil und umfasst als Einzugsgebiet Andalusien. Der Klub wird vom Fußballverein FC Sevilla gesponsert.
Die Mannschaft trägt ihre Heimspiele im Estadio de la Cartuja aus. Die Mannschaftsfarben sind Rot und Weiß.